# Nautelankoski
Nautelankoski este o arie protejată (arie specială de conservare — SAC, sit de importanță comunitară — SCI) din Finlanda întinsă pe o suprafață de 8 ha, integral pe uscat.

## Localizare
Centrul sitului Nautelankoski este situat la coordonatele 60°33′25″N 22°27′20″E / 60.5569°N 22.4556°E.

## Înființare
Situl Nautelankoski a fost declarat sit de importanță comunitară în mai 2002 pentru a proteja 1 specie de animale. Situl a fost protejat și ca arie specială de conservare în aprilie 2015.

## Biodiversitate
Situată în ecoregiunea boreală, aria protejată conține 3 habitate naturale: Pajiști fino-scandinave uscate până la mezice, bogate în specii de altitudine mică, Liziere de ierburi înalte hidrofile de câmpie și de nivel montan până la alpin, Păduri fino-scandinave bogate în ierburi cu Picea abies.
La baza desemnării sitului se află o specie protejată de  nevertebrate: Vertigo geyeri.
Pe lângă speciile protejate, pe teritoriul sitului au mai fost identificate 3 specii de păsări, 4 specii de mamifere.